# Najarra Townsend
Pour les articles homonymes, voir Townsend.
Najarra Townsend, née le 5 décembre 1989 à Santa Barbara en Californie, est une actrice américaine.

## Filmographie
- 2000 : Maggie Moore (court métrage) : la fille à la cour de récréation
- 2001 : Menace : Katey
- 2002 : Sarah at Twelve (court métrage) : Sarah
- 2002 : Why Can't I Just Be Me? (court métrage) : Ma
- 2002 : The Violent Kind : Riley jeune
- 2003 : Doggy Fizzle Televizzle (série télévisée) : la fille 'Color Me Mine'
- 2003 : Don: Plain & Tall : Andrea
- 2005 : Me and You and Everyone We Know : Rebecca
- 2006 : I'll Meet You in Your Womb (court métrage) : Maggie
- 2006 : Puerto Rican Squirrels (court métrage) : Jamie
- 2006 : Lockdown (court métrage) : Lisa
- 2006 : The Becoming (court métrage) : Veronica
- 2006 : At Day's End (court métrage) : Ashley
- 2006 : Desert Road End (court métrage) : Gilda
- 2007 : Electronica (court métrage) : Eve Chance
- 2007 : Secrets (court métrage) : Megan
- 2007 : August (court métrage) : April
- 2007 : Rumbero (court métrage) : Maria
- 2007 : Have Love, Will Travel : Amy
- 2007 : Seven Days (court métrage) : Addisen
- 2008 : Tru Loved : Tru
- 2008 : Stars and Suns (court métrage) : Nell
- 2008 : Electronica 2 (court métrage) : Eve Chance
- 2008 : Haunted Echoes : Julie Dander
- 2008 : Boys Briefs 5 : Megan
- 2008 : Reunion (court métrage) : Ellen
- 2009 : Recall (court métrage) : Anne
- 2009 : Marin Blue : Marin
- 2009 : Lost Tapes (série télévisée) : Nora
- 2009 : Self-Defense (court métrage) : Amanda
- 2009 : The Telling : Brianna
- 2009 : Dawning : Aurora
- 2009 : We Are the Mods : Jenel
- 2009 : 2012 Supernova : Tina
- 2009 : Violette (court métrage) : Dara
- 2010 : Cupid's Arrow : Sam
- 2010 : @urFRENZ : Madison
- 2010 : Cold Case (série télévisée) : Suzie Hill '89
- 2010 : Pincushion (court métrage) : Jane
- 2010 : Strange Angel : Caitlin
- 2010 : Per/Versions : Honey
- 2011 : Dreams Awake : Sofie Emrys
- 2011 : Big Time Rush (série télévisée) : Tia
- 2011 : Pocket Elephant (court métrage) : Taylor Fremont
- 2010-2011 : The Hard Times of RJ Berger (série télévisée) : Bitsy
- 2011 : CSI: NY (série télévisée) : Patricia Kelly
- 2011 : A Crush on You (téléfilm) : Party Girl
- 2011 : 90210 (série télévisée) : la fille saoule
- 2011 : The Pretty Boys
- 2012 : Croquembouche (court métrage) : Bonnie
- 2012 : Betty I Am : Betty
- 2012 : The Master : Sales Girl
- 2012 : A Glimpse Inside the Mind of Charles Swan III : la jolie infirmière
- 2013 : Midnight Daisy (court métrage) : Dana
- 2013 : Contracted : Samantha England
- 2013 : Geek USA : Cynthia Knowles
- 2013 : Criminal (court métrage) : Escort Model
- 2014 : Good Mourning, Lucille : Lucille / Rachel
- 2014 : Stalker Party Tonight! (court métrage) : Naomi
- 2014 : Of Silence : Aimee
- 2014 : Valentine Surprise (court métrage) : Gal
- 2014 : You or a Loved One : Lisa
- 2014 : Last Supper : Candy
- 2014 : The Toy Soldiers : Angel
- 2014 : Substance (court métrage) : Summer
- 2014 : Damaged Goods (téléfilm) : Rachel
- 2015 : Clean Slate (court métrage) : Clara
- 2015 : What Now : Gina
- 2015 : Final Fantasy Type-0 HD (jeu vidéo) (voix)
- 2015 : Contracted: Phase II : Samantha England
- 2014-2015 : Breakfast Buddies (série télévisée) : Nicole
- 2015 : Play Violet for Me (court métrage) : Violet / Lyla
- 2015 : The Stylist (court métrage) : Claire
- 2016 : Wolf Mother : Zelda Nigel / Wolf Mother
- 2017 : Esprits criminels (série télévisée) : Regina Franklin (saison 12, épisode 9)
- 2017 : Limelight : Emma
- 2017 : Immoral Prodigy : Yacy Colburn
- 2021 : The Stylist: Clair